# アンゴルモア
アンゴルモア（Angolmois, アンゴルモワとも）は、ノストラダムスの『予言集』百詩篇第10巻72番に登場する言葉である。
この詩を直訳した場合、その2行目と3行目は、「空から『恐怖の大王』が来るであろう。 / 『アンゴルモアの大王』を蘇らせる。」(Du ciel viendra un grand Roy d'effrayeur, / Resusciter le grand Roy d'Angolmois,)と読めるので、20世紀後半によく見られた恐怖の大王と破局的事態を結びつける解釈においては、アンゴルモアの大王もそれに関連する者と位置づけられることがあり、また時には両者が混同されることもあった。

## 出典

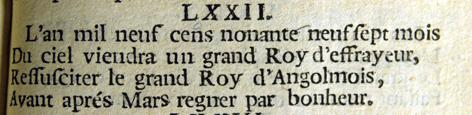
百詩篇第10巻72番（1720年トリノ版） 現在の正書法とは細部に違いが見られる

## 信奉者による解釈の歴史
この詩は17世紀前半までの注釈書の類ではまったく言及がなく、20世紀に入るまではほとんど注目されないものであった。よってこの語に関しての解釈も、17世紀になるまで現れてはいない。
なお「恐怖の大王」との関係については、直訳どおりアンゴルモアの大王とされるものが恐怖の大王とされるものによって蘇ると解釈した事例と、後者を前者の比喩とし、恐怖の大王はアンゴルモアの大王の再来のような人物であると看做す事例が混在している。

### アングーモワ説
初めてアンゴルモアの解釈に言及したのは、1672年に『予言集』の英仏対訳版を出した医師のテオフィル・ド・ガランシエールであった。彼は、原文を le Grand Roy d'Angoumois と綴った上で、こんな注をつけた。

ここでアングーモワの大王と呼ばれているのはフランス史上で最も勇敢な君主であったフランソワ1世である。彼は王となる前はアングレーム公の称号で通っていた。詩の残りの部分はわかりやすい。

つまり、アンゴルモアはアングーモワ地方を指すに過ぎず、その大王とは、ヴァロワ＝アングレーム家出身でノストラダムスの青年時代にフランス王の座にあったフランソワ1世を指しているという解釈である。17世紀末の解釈者バルタザール・ギノーは、アンゴルモアに直接言及したわけではなかったが、アンゴルモアの大王は「フランスの大王」の換称とした。
1816年にはアングレーム公ルイ・アントワーヌ王子の結婚にあわせて出版されたパンフレットで、この詩がとりあげられた。こうした流れでは、「アンゴルモワの大王」がアングーモワ地方にかかわるフランスの王であることはほぼ自明のこととされていた。

### アッティラ説
1930年代にこの詩を解釈したマックス・ド・フォンブリュヌは、アンゴルモワをアングーモワと捉えるところまでは従前の論者たちと同じだったが、位置付けに変更を加えた。彼はアングーモワが古代にフン族が侵攻した地であることに着目し、「アングーモワの大王」はフン族の王アッティラを指し、「恐怖の大王がアングーモワの大王を蘇らせる」とは、アッティラが蘇ったと思わせるようなアジア人の指導者に率いられた軍隊がヨーロッパに侵攻するという意味だと解釈した。この黄禍論的解釈は、フランスの他の解釈者だけでなく、英語圏の論者たちにも踏襲するものが現れた。
この解釈は、フォンブリュヌの息子ジャン＝シャルル・ド・フォンブリュヌによってほぼそのまま引き継がれた。息子のフォンブリュヌの解釈書『歴史家にして予言者ノストラダムス』は、1980年代に国際的な大ベストセラーになった。

### モンゴル説
アッティラ説によって「アンゴルモワ」がアジアからの侵略者という捉え方をする解釈者が現れる中、これはモンゴルを表すアナグラムだと解釈するものたちが現れた。懐疑派であったエドガー・レオニの注釈（1961年）の中にも、Angolmois を Mongolois とする説への言及がある。アナグラムの仕方には、コリン・ウィルソンのようにMongolians を導き出すものもあったが、いずれにしてもそこで出てくる「モンゴルの大王」は、「大ハーン」すなわちチンギス・ハーンの再来を思わせる人物の出現と解釈されていた。
のちには、ルーマニア出身の解釈者ヴライク・イオネスクのように、アッティラ説とモンゴル説を重ね合わせた解釈を展開するものも現れた。

### ジャックリー説
日本では五島勉のミリオンセラー『ノストラダムスの大予言』（1973年）において、アンゴルモワはジャックリー（ジャックリーの乱）を表す古語だと紹介された。このもとになっていたのは、アメリカの解釈者ヘンリー・ロバーツの英訳だったが、ロバーツ自身は根拠を示していなかった。
この説は、海外では追随する者のほとんど見られない特異な説であるが、日本では「ジャックリーの乱がフランス南西部のアングーモワにまで波及した」といった史実と異なる紹介を行って、この説を採用する者も見られた。

## 実証的な立場の見解
20世紀後半以降の実証的な研究では、この語がアングーモワを指していることには異論がない。当時"o"と"ou"の違いがあいまいであったことから"Angolmois"は"Angoulmois"と同じなのである。実際、1605年版以降の『予言集』では、該当箇所が"Angoulmois"となっているものもある。アングーモワは、現代フランス語では"Angoumois"と綴るが、当時は"Angoulmois"と綴られることも珍しくなかった。
そして、ノストラダムスの予言を16世紀フランス史の文脈で捉えようとする立場では、（結果的にガランシエールの解釈と一致するが）「アングーモワの大王」をフランソワ1世の暗喩とみなしている。なお、五島勉以前の日本人にも、フランス文学者の澁澤龍彦のように「アングレームの大王」と訳し、フランソワ1世との関連を示唆する者はいた。

## アンゴルモアがキャラクターとして登場する作品
しばしば「恐怖の大王」と「アンゴルモアの大王」が混同される傾向にある。
- モンストアニメ - "ノストラダムス"の預言を口からFAXの様に受信して皆に知らせることが出来るノストラダムスの助手。
- ケロロ軍曹 - アンゴル＝モア、綴りはAngol MoisまたはAngol Moa。単行本1巻の登場時では恐怖の大王と混同解釈がなされており、それに関して14巻に再解釈をした話が収録された。
- ドクタースランプ（リメイク） - 恐怖の大王、アンコ君なる怪物登場。
- ドラえもん のび太の宇宙漂流記 - 本作の黒幕である不定形の怪物として登場。
- ワイルドアームズシリーズ（魔王アンゴルモア）
- 榊一郎「ウィークエンド・メサイア」（『突撃アンソロジー 小説創るぜ!』ISBN 4829116021 所収）
- ルナティックドーン
- ビーストウォーズII 超生命体トランスフォーマー - エネルギーの名称として登場。実はトランスフォーマーシリーズに登場する悪の帝王・ユニクロンを復活させる為のエネルギーであると続編の『ビーストウォーズネオ 超生命体トランスフォーマー』で判明。
- 小さな巨人ミクロマン - 悪の軍団のリーダー。
- あんごろもあちゃんの地球侵略にっき - 主人公の女児として登場。
- 神聖モテモテ王国 - デビル教団のトップ、アンゴルモア大王なる人物が登場。
- アンゴってル! - 主人公として登場、日本の恐山から甦る。
- アンゴルモア 元寇合戦記 - モンゴル説として登場。
- 黒魔女さんが通る!! - 黒魔女ギュービッドの学生時代の同級生・親友として登場。作品中では“暗御留燃阿”という字が当てられている。